# Кевін Рей Мендоса
Кевін Рей Мендоса Хансен (дан. Kevin Ray Mendoza Hansen; нар. 29 вересня 1994, Гернінг, Данія) — данський та філіппінський футболіст, воротар індонезійського клубу «Персіб» (Бандун) та національної збірної Філіппін.

## Клубна кар'єра

### Ранні роки
Вихованець молодіжних академій «Мідтьюлланна» та «Віборга».

### «Віборг»
Неодноразово ставав запасним воротарем основної команди клубу після відходу Крістіана Кірка. У 2011 році переведений до першої команди «Віборга», з яким підписав 3-річний контракт.
10 червня 2012 року дебютував за «Віборг» в програному (1:2) останньому матчі сезону проти «Вест Зеланд».
У лютому 2013 року Мендоса отримав можливість прибути на тижневий перегляд та можливість тренуватися з резервною командою «Ліверпуля».
3 квітня 2014 року «Віборг» оголосив, що погодився розірвати контракт з Мендосою. Попросив залишити клуб після того, як був понижений до третього воротаря.

### «К'єллеруп»
Через декілька днів після розірвання контракту з «Віборгом» приєднався до «К’єллерупа».
12 квітня 2014 року дебютував за «К'єллеруп» у переможному (3:0) домашньому матчі проти «Обігоя». Кевін залишався основним воротарем протягом усього часу перебування в К’єллерупі, й, зокрема, коли команда піднялася до Другого дивізіону.

### «Рінгкобінг»
Після перебування в «К'єллерупі» приєднався до «Рінгкобінга», з яким підписав 6-ну угоду.

### «Тістед»
27 травня 2015 року приєднався до «Тістеда», який стежив за ним після закінчення контракту з «Віборгом». Швидко став основним воротарем команду, яким залишався протягом 3-х років, й 2017 року допоміг піднятися до Першого дивізіону. У першому турі Першого дивізіону команда перемогла (2:1) «Віборг».

### «Горсенс»
30 червня 2018 року було оголошено, що Мендоса підписав дворічну угоду з клубом датської Суперліги «Горсенс». 22 липня дебютував за «Горсенс» у нічийному (1:1) домашньому матчі проти «Раннерса». 19 червня 2019 року клуб оголосив про розірвання контракту з гравцем, оскільки Кевін бажав отримувати більше ігрової практики.

### «Кеге»
2 липня 2019 року приєднався до «Кеге». Кевін захищав ворота у всіх 33 матчах за Кеге у сезоні 2019/20 років.

### «Вендсюссель»
7 вересня 2020 року перейшов до клубу першого дивізіону Данії «Вендсюссель». У сезоні 2020/21 років стабільно грав у воротах команди. 11 лютого 2021 року клуб на прохання самого гравця розірвав контракт.

### «Куала-Лумпур Сіті»
А вже наступного дня після виходу з «Вендсюсселя» приєднався до малазійського клубу «Куала-Лумпур». Допоміг «Куала-Лумпуру» виграти Кубок Малайзії 2021 року. Визнаний найкращим гравцем фінального матчу проти JDT. 27 листопада в клубних соціальних мережах оголосили про відхід Кевіна з клубу.

### «Персіб» (Бандун)
У листопаді 2023 року підписав контракт з представником індонезійської Ліги 1 «Персіб» (Бандун).

## Кар'єра в збірній
Народився та виріс у Данії у датсько-філіппінській родині, що дало йому право грати на міжнародному рівні за Данію або ж Філіппіни.
У грудні 2018 року подав документи на отримання філіппінського паспорту, щоб приєднатися до тренувального табору національної збірної Філіппін у рамках підготовки до Кубку Азії 2019 року. Потрапив до списку гравців, які поїхали на Кубок Азії, але не брав участі в турнірі. Дебютував за національну збірну 15 червня 2021 року в нічийному (1:1) поєдинку кваліфікації чемпіонату світу проти Мальдівських островів, в якому вийшов на заміну Бернду Шипманну. У грудні наступного року він зіграв у стартовому складі на чемпіонаті АСЕАН 2020, перенесеному на рік через пандемію COVID-19, на якому філіппінці не пройшли далі групового етапу.

## Статистика виступів

### Клубна
Станом на match played 18 December 2023
| Клуб                | Сезон             | Ліга              | Ліга  | Ліга | Кубок | Кубок | Кубок ліги | Кубок ліги | Конт. кубок | Конт. кубок | Загалом | Загалом |
| Клуб                | Сезон             | Дивізіон          | Матчі | Голи | Матчі | Голи  | Матчі      | Голи       | Матчі       | Голи        | Матчі   | Голи    |
| ------------------- | ----------------- | ----------------- | ----- | ---- | ----- | ----- | ---------- | ---------- | ----------- | ----------- | ------- | ------- |
| «Куала-Лумпур Сіті» | 2021              | Ліга Супер        | 22    | 0    | –     | –     | 11         | 0          | –           | –           | 33      | 0       |
| «Куала-Лумпур Сіті» | 2022              | Ліга Супер        | 22    | 0    | 4     | 0     | 3          | 0          | 1           | 0           | 30      | 0       |
| «Куала-Лумпур Сіті» | 2023              | Ліга Супер        | 10    | 0    | 2     | 0     | 0          | 0          | 0           | 0           | 12      | 0       |
| «Куала-Лумпур Сіті» | Загалом           | Загалом           | 54    | 0    | 6     | 0     | 14         | 0          | 1           | 0           | 75      | 0       |
| «Персіб» (Бандун)   | 2023–24           | Ліга 1            | 2     | 0    | 0     | 0     | —          | —          | —           | —           | 2       | 0       |
| Усього за кар'єру   | Усього за кар'єру | Усього за кар'єру | 56    | 0    | 6     | 0     | 14         | 0          | 1           | 0           | 77      | 0       |

1. ↑  Матчі в Кубок АФК

### У збірній

#### По роках
Станом на 20 грудня 2022
| Національна збірна | Рік     | Матчі | Голи |
| ------------------ | ------- | ----- | ---- |
| Філіппіни          | 2021    | 5     | 0    |
| Філіппіни          | 2022    | 2     | 0    |
| Загалом            | Загалом | 7     | 0    |

#### По матчах
| Дата       | Місто   | Господарі     | Результат | Гості     | Турнір                 | Голи | Примітки |
| ---------- | ------- | ------------- | --------- | --------- | ---------------------- | ---- | -------- |
| 15-6-2021  | Шарджа  | Філіппіни     | 1 – 1     | Мальдіви  | Відбір до ЧС 2022      | -    | 46'      |
| 8-12-2021  | Калланг | Філіппіни     | 1 – 2     | Сінгапур  | Кубок Судзукі АФФ 2020 | -2   |          |
| 11-12-2021 | Калланг | Східний Тимор | 0 – 7     | Філіппіни | Кубок Судзукі АФФ 2020 | -    |          |
| 14-12-2021 | Калланг | Філіппіни     | 1 – 2     | Таїланд   | Кубок Судзукі АФФ 2020 | -2   |          |
| 18-12-2021 | Янгон   | М'янма        | 2 – 3     | Філіппіни | Кубок Судзукі АФФ 2020 | -2   |          |
| Усього     |         | Матчів        | 5         |           | Голів                  | -6   |          |

## Досягнення
«Куала-Лумпур Сіті»
- Кубок Малайзії
  -  Володар (1): 2021

- Кубок ФА Малайзії
  -  Фіналіст (1): 2023

- Кубок АФК
  -  Фіналіст (1): 2022